# Терен (река)
Терен (фр. Thérain) је река у Француској. Дуга је 94 km. Улива се у Оазу. 